# Ricky Martin (album, 1999)
Ricky Martin est un album du chanteur portoricain Ricky Martin sorti chez Columbia Records le 11 mai 1999. Les ventes de cet album dépassent les dix-sept millions dans le monde. Six cents soixante mille exemplaires ont été vendus dès la première semaine, numéro un des ventes en 1999. La plupart des titres sont en anglais.

## Titres
1. "Livin' La Vida Loca" (Ricky Martin; Desmond Child; Robi Rosa)
2. "Spanish Eyes" (Desmond Child; Robi Rosa)
3. "She's All I Ever Had" (George Noriega; Jon Secada; Robi Rosa)
4. "Shake Your Bon-Bon" (George Noriega; Robi Rosa; Desmond Child)
5. "Be Careful (Cuidado Con Mi Corazón)" (duo avec Madonna) (Madonna; William Orbit)
6. "I Am Made of You" (Desmond Child; Robi Rosa)
7. "Love You for a Day" (Desmond Child; Randall Barlow; Robi Rosa)
8. "Private Emotion" (avec Meja) (Eric Bazilian; Rob Hyman)
9. "The Cup of Life" (en spanglish) (Desmond Child; Luis Gómez Escolar; Robi Rosa)
10. "You Stay with Me" (Diane Warren)
11. "Livin' la Vida Loca" (version espagnole) (Ricky Martin; Desmond Child; Luis Gómez Escolar; Robi Rosa)
12. "I Count the Minutes" (Diane Warren)
13. "Bella (She's All I Ever Had)" (George Noriega; Jon Secada; Luis Gómez Escolar; Robi Rosa)
14. "María" (en spanglish) (Ian Blake; K.C. Porter; Luis Gómez Escolar)